# کلر مک‌کسکیل
کلر مک‌کسکیل (به انگلیسی: Claire McCaskill) (زادهٔ ۲۴ ژوئیه ۱۹۵۳) سیاستمدار آمریکایی است. او از سال ۲۰۰۷ تا سال ۲۰۱۹ سناتور ایالت میزوری در سنای ایالات متحده آمریکا بود.